# Севостьянчик Дмитро Олександрович
Дмитро́ Олекса́ндрович Севостья́нчик (17.05.1991, Покровське — 29.08.2014, Іловайськ Донецької області) — лейтенант Збройних сил України.
Один з чотирьох найкращих випускників Академії сухопутних військ імені гетьмана Петра Сагайдачного 2014 року.
Командир взводу звукометричної розвідки, 55-та окрема артилерійська бригада. Загинув при виході з Іловайського котла.

## Життєпис
Загальну середню освіту спочатку здобував у неповній середній школі № 2, а згодом у стінах Покровського ліцею. Через математичний склад розуму пріоритетними у вивченні для Дмитра стали точні науки. Навчання в ліцеї поєднував із опануванням основ музики в дитячій музичній школі. Однокласники цінували в ньому добре почуття гумору, вміння обіграти будь-який кумедний випадок та доповнити його дотепними коментарями. У підлітковому віці майбутній офіцер вирішив, що служитиме в лавах Збройних Сил України.

### Військова освіта
Вступив до Донецького військового ліцею з посиленою військово-фізичною підготовкою, в якому навчався протягом двох років.
Згодом — вступ до Академії сухопутних військ імені гетьмана Петра Сагайдачного на факультет ракетних військ та артилерії.
З перших навчальних днів, склавши військову присягу, пройшовши курс молодого бійця, вже у статусі курсанта Дмитро продемонстрував потенціал, а згодом прийняв обов'язки командира відділення навчальної групи факультету ракетних військ і артилерії. Дмитро був відмінником навчання, його ім'я завжди фігурувало серед найкращих опановувачів професії, активно брав участь у конференціях, спортивних змаганнях.
У червні 2014 року закінчив академію з відзнакою, здобувши кваліфікацію професіонала електромеханіки і офіцера військового управління тактичного рівня. Із випуском отримав лейтенантські погони, а також одну з чотирьох золотих медалей, якими нагородили випускників академії 2014 року. Відзнакою за сумлінну працю став також годинник від начальника Академії сухопутних військ Павла Ткачука, вручений 21 червня 2014 року в день випуску.

### Участь у бойових діях
22 червня 2014 року молоді офіцери-випускники відправились у заздалегідь визначені військові частини приймати посади. Дмитра призначили до 55-ї окремої артилерійської бригади. Оскільки вишкіл пройдено, Дмитро зайнявся ремонтом техніки.
Згодом офіцера з бойовими товаришами направили в зону бойових дій, де призначили командиром взводу батареї звукометричної розвідки 41-го дивізіону артилерійської розвідки.
Останнім місцем дислокації батареї був блокпост 39-06 поблизу с. Многопілля Донецької області. Кінець серпня став новим етапом українсько-російської війни — зі сторони кордону поступово насувалися російські танки, а до Дня Незалежності України військовиків оточив противник.
За повідомленням очевидця, вранці 29 серпня Дмитро на військовій техніці їхав у колоні так званим «гуманітарним коридором», який піддано нещадному обстрілу противника, та зазнав осколкового поранення, несумісного з життям. Загинув разом з бойовим побратимом — Іваном Габчаком. Вантажівка ЗІЛ, у якій їхали в колоні лейтенанти Іван Габчак, Дмитро Севостьянчик і солдат Михайло Васін (за кермом), під обстрілами заглухла неподалік с. Новокатеринівка Старобешівського району. Васін помер у машині від поранень, Севостьянчик вистрибнув з машини. Габчак, з двома пробитими ногами, доповз до кукурудзяного поля.
Поховали Дмитра Севостьянчика 5 вересня 2014 року на батьківщині.
Без Дмитра лишились батьки Севостьянчик Віта Дмитрівна і Севостьянчик Олександр Васильович.

## Нагороди та відзнаки
- 31 жовтня 2014 року за особисту мужність і героїзм, виявлені у захисті державного суверенітету та територіальної цілісності України, вірність військовій присязі під час російсько-української війни, відзначений — нагороджений орденом Богдана Хмельницького III ступеня (посмертно).[5]

## Вшанування
- 18 жовтня 2015 у смт Покровське на будівлі Покровського ліцею, де навчався Дмитро Севостьянчик, йому відкрито меморіальну дошку.[6]
- Іловайський Хрест (посмертно)
- Його портрет розміщений на меморіалі «Стіна пам'яті полеглих за Україну» в Києві: секція 3, ряд 4, місце 35
- Вшановується 29 серпня на щоденному ранковому церемоніалі вшанування українських захисників, які загинули цього дня в різні роки внаслідок російської збройної агресії[7]